# Nepeta autraniana
Nepeta autraniana là một loài thực vật có hoa trong họ Hoa môi. Loài này được Bornm. mô tả khoa học đầu tiên năm 1899.